# Aleksandr Drankov
Aleksandr Osipovitj Drankov (ryska: Александр Осипович Дранков), född 18 januari 1886  i Jelizavetgrad i guvernementet Cherson i Kejsardömet Ryssland (nu Kropyvnytskyj i Kirovohrad oblast
i Ukraina), död 3 januari 1949 i San Francisco, USA, var en rysk filmproducent och filmregissör.

## Filmografi i urval
- 1908 - Bolsjoj tjelovek [1]
- 1908 - Svadba Kretjinskogo
- 1909 - Taras Bulba